# Syrphus
Syrphus là một chi ruồi trong họ Syrphidae.

## Các loài
Chi này có các loài:
Danh sách này không đầy đủ, bạn cũng có thể giúp mở rộng danh sách.
- Syrphus annulifemur Mutin, 1997
- Syrphus attenuatus Hine, 1922
- Syrphus currani Fluke, 1939
- Syrphus dimidiatus Macquart, 1834
- Syrphus doesburgi Goot, 1964
- Syrphus intricatus Vockeroth, 1983
- Syrphus knabi Shannon, 1916
- Syrphus laceyorum Thompson, 2000
- Syrphus monoculus (Swederus, 1787)
- Syrphus nitidifrons (Becker, 1921)
- Syrphus opinator Osten Sacken, 1877
- Syrphus octomaculatus Walker, 1837[2]
- S. phaeostigma Wiedemann, 1830[3]
- Syrphus rectus Osten Sacken, 1875
- Syrphus ribesii (Linnaeus, 1758)
- Syrphus sexmaculatus (Zetterstedt, 1838)
- Syrphus sonorensis Vockeroth, 1983
- Syrphus torvus Osten Sacken, 1875
- Syrphus vitripennis Meigen, 1822

## Hình ảnh

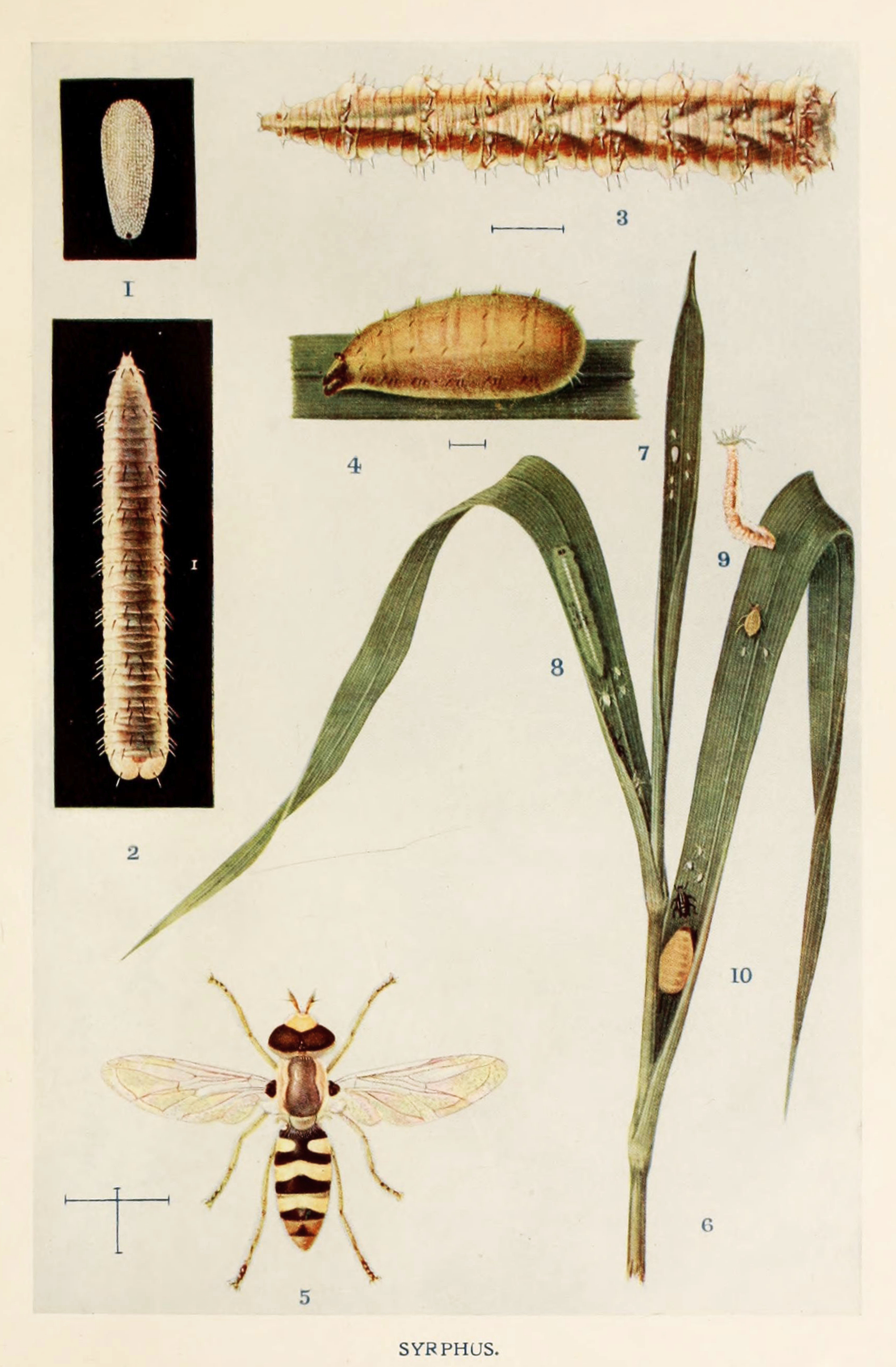
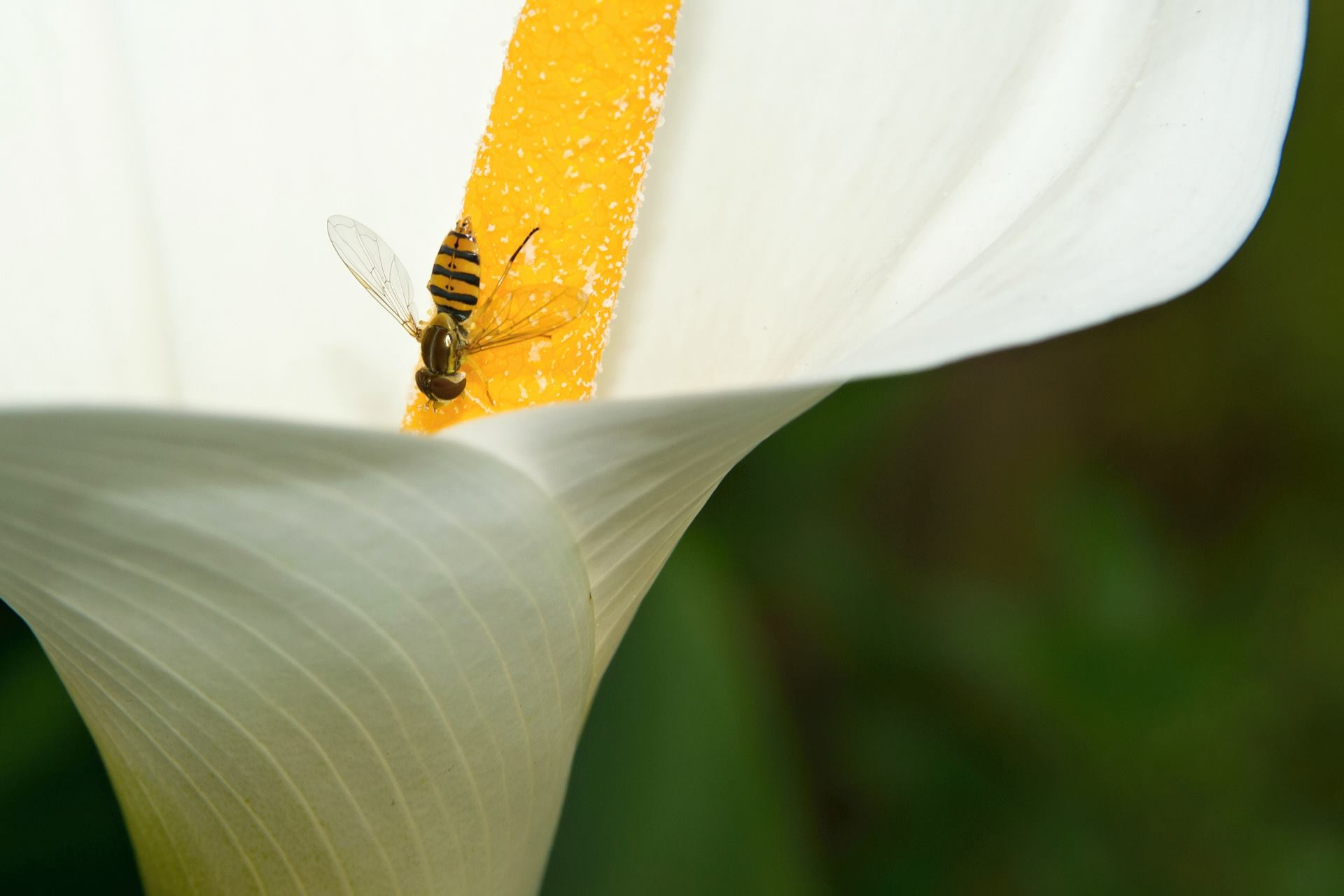
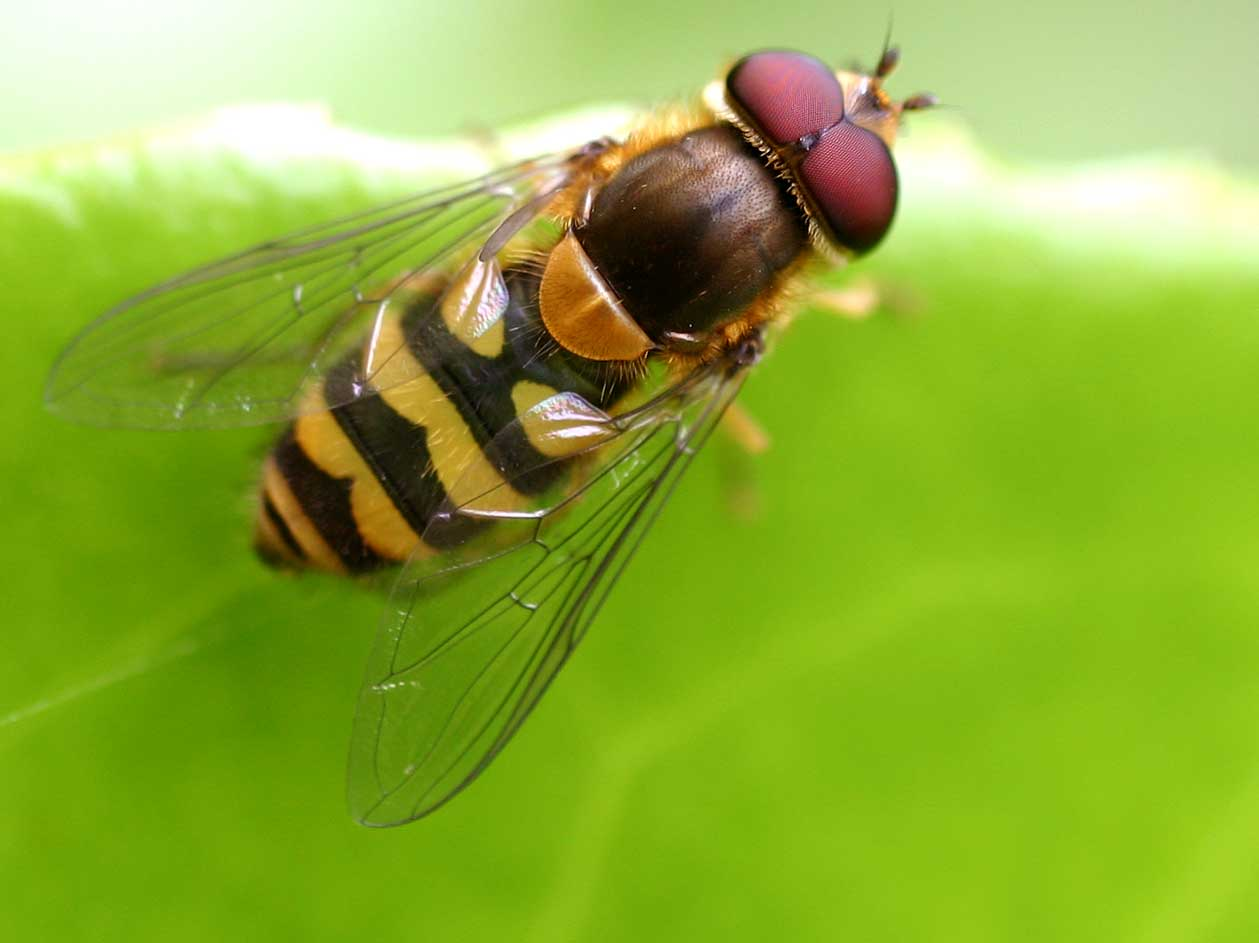